# Prasanta Chandra Mahalanobis

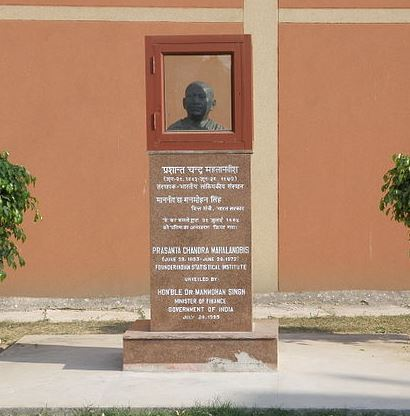
Büste vor dem Gebäude des Indian Statistical Institute in Delhi

Prasanta Chandra Mahalanobis (bengalisch প্রশান্ত চন্দ্র মহালনবিশ Praśānta Chandra Mahālanabiś, Prashanta Chandra Mahalnabish; * 29. Juni 1893 in Kolkata, Westbengalen; † 28. Juni 1972 ebenda) war ein indischer Physiker und Statistiker. Nach ihm ist der Mahalanobis-Abstand benannt, der den Abstand eines Beobachtungswertes einer mehrdimensionalen Normalverteilung vom Mittelwertvektor dieser Verteilung angibt.

## Leben
Mahalanobis studierte an der University of Calcutta und der Universität Cambridge. 1931 gründete er das Indian Statistical Institute, an das er hervorragende Wissenschaftler wie Raj Chandra Bose holte. Von 1947 bis 1951 war er Leiter der United Nations Subcommission on Statistical Sampling.
Er suchte stets die Verbindung zur praktischen Statistik aufrechtzuerhalten und leistete wichtige statistische Arbeiten für die indische Regierung. Beispielsweise entwarf er den zweiten Fünfjahresplan der indischen Regierung (1956–1961) an seinem Institut.

## Auszeichnungen und Ehrungen
- 1944: Weldon-Medaille der University of Oxford
- 1945: Fellow of the Royal Society, London
- 1957: Ehrenpräsident, International Statistical Institute
- 1958: Auswärtiges Mitglied der Akademie der Wissenschaften der UdSSR[1]
- 1968: Padma Vibhushan